# هوارد غراهام بافت
هوارد غراهام بافت (بالإنجليزية: Howard Graham Buffett)‏ هو كاتب وفلاح ورائد أعمال ومصور أمريكي، ولد في 16 ديسمبر 1954 في أوماها في الولايات المتحدة.

## وصلات خارجية
- هوارد غراهام بافت على موقع إن إن دي بي (الإنجليزية)